# نشریه تاوریزی هایتاراروتیون نر
نشریهٔ تاوریزی هایتاراروتیون نر (به فارسی: اعلانات تبریز) نشریه‌ای است به زبان ارمنی که از سال ۱۹۱۰ و در تبریز منتشر می‌شد.